# Леобендорф (футбольный клуб)
«Спаркассе Леобендорф» (нем. Sparkasse Leobendorf) — австрийский футбольный клуб из ярмарочной коммуны Леобендорф, Нижняя Австрия. Клуб входит в Нижнеавстрийскую футбольную ассоциацию (NÖFV) и играет в региональную лигу Австрии по футболу с сезона 2018/19.

## История
Клуб Леобендорф был основан в 1933 году.
С 1962 года они снова приняли участие в новой лиге. Однако после восьми сезонов в Низшей лиге им пришлось стартовать в 1970 году в 1-м классе. В 1973 году они смогли вернуть себе повышение с преимуществом в одно очко.
В сезоне 1975/76 они смогли квалифицироваться в новую Оберлигу, заняв третье место в Низшей лиге. В лиге, однако, они пробыли там недолго. В 1978 году Леобендорф снова получили повышение, и отныне клуб смог остаться в лиге. В сезоне 1985/86 клуб Леобендорф финишировал пятым в Оберлиге Ост и, таким образом, получили право стартовать в новой 2-й Ландеслиге. Там они смогли сразу же стать чемпионами с четырехочковым преимуществом над преследователем и таким образом продвинуться в 1-ю Ландеслигу. После девяти лет в 1-й Ландеслиге им пришлось вернуться во 2-ю Ландеслигу в 1996 году в качестве последней команды в таблице.
Однако в 1999 году они вновь смогли подняться. В 2010 году они сыграли только один сезон во 2-й Ландеслиге.
Сезоны 2013/14 и 2015/16 показали самые большие успехи в истории клуба на тот момент.
Леобендорф также несколько раз участвовал в Кубке Австрии по футболу. Наибольший успех до сих пор был достигнут в сезоне 2016/17: в первом туре команда региональной лиги Аллерхайлиген потерпела поражение по пенальти; во втором раунде уже Леобендорф потерпел поражение со счетом 0:1.
В сезоне 2017/18 Леобендорф впервые смог подняться в Регионаллигу в качестве чемпиона 1-й Ландеслиги благодаря лучшей разнице мячей перед занявшим второе место командой Штрипфинг.